# Trasferibilità (chimica)
In chimica con il termine trasferibilità si intende il presupposto che una proprietà associata concettualmente a un atomo o a un frammento di una molecola abbia un valore simile (ma non identico) in specie chimiche diverse. Esempi di proprietà trasferibili includono:
- Elettronegatività
- Nucleofilia
- Spostamento chimico nella spettroscopia di risonanza magnetica nucleare
- Frequenza caratteristica nella spettroscopia infrarossa
- Lunghezza di legame e angolo di legame
- Entalpia di legame

Dal punto di vista sperimentale si osserva che la trasferibilità è valida normalmente in ogni ambito della chimica. Ad esempio, un certo gruppo funzionale è caratterizzato da una frequenza infrarossa e da una reattività caratteristica anche in molecole diversissime. Esistono vari approcci per interpretare e giustificare il fenomeno da un punto di vista teorico.